# Fahlflügelkolibri
Der Fahlflügelkolibri (Coeligena lutetiae) oder Braunschwingenmusketier, auch Fahlflügel-Andenkolibri oder manchmal auch Graf von Paris genannt, ist eine Vogelart aus der Familie der Kolibris (Trochilidae). Die Art hat ein großes Verbreitungsgebiet, das etwa 140,000 km2 in den südamerikanischen Ländern Kolumbien, Ecuador und Peru umfasst. Der Bestand wird von der IUCN als „nicht gefährdet“ (least concern) eingeschätzt.

## Merkmale
Der Fahlflügelkolibri erreicht eine Körperlänge von etwa 13,5 bis 14 Zentimetern. Der lange schlanke Schnabel wird etwa 30 bis 25 Millimeter lang. Das Männchen ist im oberen Drittel schwarz. Im zweiten und dritten Drittel geht dies ins Zimtfarbene über. Die Stirn und Unterseite sind glitzernd dunkelgrün. An der Kehle des Männchens befindet sich ein violetter Fleck. Beim Weibchen ist der Fleck rostbraun. Der Gabelschwanz des Männchens ist bronze-schwarz, während er beim Weibchen bronze-grün schimmert. Der Rest des Körpers des Weibchens ist grün.

## Habitat
Bei der Futtersuche ist der Fahlflügelkolibri im Wald anzutreffen. Dabei bevorzugt er kleinere Wälder und nahe Zonen mit Sträuchern. Man findet die Art in Höhen zwischen 2600 und 3600 Metern, selten bis 3750 Meter.

## Verhalten
Der Fahlflügelkolibri ernährt sich hauptsächlich von Nektar. Dabei schwebt er stehend in der Luft und erforscht die Blüten. Er ist territorial auf sein Futtergebiet fixiert. Die Brutzeit in der Gegend um Puracé wurde im Februar festgestellt.

## Unterarten

Verbreitungsgebiet

Bisher sind zwei Unterarten bekanntː
- Coeligena lutetiae lutetiae (Delattre & Bourcier, 1846)[2] – Nominatform
- Coeligena lutetiae albimaculata Sanchez Oses, 2006[3] – hat einen längeren Schnabel und längere Flügel (das Weibchen zu dem einen längeren Schwanz) als die Nominatform. Auch farblich unterscheidet sich diese Unterart deutlichː Unter anderem geht das untere Drittel ins Weiße statt Zimtfarbene über.

Seine Verbreitungsgebiete sind die Zentralanden Kolumbiens über Ecuador in den extremen Norden Perus, wobei C. l. albimaculata nur im Nordwesten Ecuadors anzutreffen ist.

## Etymologie und Forschungsgeschichte
Adolphe Delattre und Jules Bourcier beschrieben den Fahlflügelkolibri unter dem Namen Trochilus Lutetiæ. Das Typusexemplar stammte aus Puracé nahe Popayán. Erst später wurde er der Gattung Coeligena zugeschlagen. Das Wort Coeligena leitet sich aus den lateinischen Wörtern coelum bzw. caelum für „Himmel“ und genus für „Nachkomme“ ab. Das Wort lutetiae ist Louis Philippe Albert d’Orléans, comte de Paris (1838–1894) gewidmet, wobei Lutetia der antike Name für Paris war. Das Wort albimaculata setzt sich aus den lateinischen Worten albus für „weiß“ und maculatus für „gefleckt“ zusammen.